# Barraca XXVI (Aiguamúrcia)
La Barraca XXVI és una obra d'Aiguamúrcia (Alt Camp) inclosa a l'Inventari del Patrimoni Arquitectònic de Catalunya.

## Descripció
És una barraca circular envoltada d'un doble mur de pedra sobrera que acaba a tocar del portal, amb un gruix de 0,70 m.
La seva façana té alçada de 2,40 m.
La seva planta interior és més aviat ovalada, té 3,50 m. d'ample per 3,50 m. de fondària.
Està coberta amb una falsa cúpula que tanca amb una llosa a una alçada de 2,87 m. Trobarem aquesta construcció prop del camí que mena de Santes Creus al Pont d'Armentera.